# Österreich-Lexikon
Das Österreich-Lexikon (auch Österreich Lexikon) ist ein Sachlexikon zu Österreich.
Es wurde von Richard Bamberger und Franz Maier-Bruck herausgegeben und ist als Österreich Lexikon in zwei Bänden erstmals in den 1960er-Jahren erschienen. Der erste Band A–K kam 1966, der zweite Band L–Z 1967 heraus. 1968 folgte der Band Ergänzungen und Berichtigungen. 1995 erfolgte eine Neuauflage in zwei Bänden. 1996 wurden die Bände retrodigitalisiert und als frei zugängliche Website unter der Ägide der Technischen Universität Graz (Erzherzog-Johann-Universität) online gestellt und erweitert. Seit 2007 wird es vom Verein Austria-Forum im Rahmen einer vom Leser editierbaren Plattform fortgeführt.

## Umfang
Das Österreich-Lexikon umfasste in der Neuauflage 1995 ein zweibändiges Werk (1. [A–L] 735 Seiten, 2. [M–Z] 709 Seiten). In der Neuausgabe 2004 enthielt es in drei Bänden etwa 14.000 Schlagworte und zahlreiche Abbildungen zu allen Themenbereichen der Austriaka.
Die heute unter dem Namen Das neue AEIOU Österreich-Lexikon im Austria-Forum auf austria-lexikon.at online stehende, ständig weiterentwickelte Ausgabe erschließt schon (Stand 2009) über 16.000 Einträge, bietet den Gutteil der Artikel auch in englischer Fassung, und ist mit anderen Datenbanken, im Besonderen dem Bildlexikon Österreich vernetzt, sowie neben zahlreichen Sachdatenbanken und anderen Online-Schriftwerken eingebunden.
Sie ist – Anmeldung vorausgesetzt – wie eine Wikiplattform frei editierbar, steht aber unter strenger Moderation von Fachautoren, und die Materialien unter Urheberrecht.

## Geschichte
Richard Bamberger (1911–2007), der Gründer des Österreichischen Buchklubs der Jugend, publizierte Mitte der 1960er-Jahre zusammen mit Franz Maier-Bruck, bekannt als Autor des Großen Sacher Kochbuchs, ein Lexikon, das in der Tradition der Österreichlexika steht, die mit der Oesterreichischen National-Encyklopädie (1835–37 in Wien erschienen) beginnt. In der Redaktion arbeiteten Bambergers Gattin Maria und Otto Langbein (langjähriger Mitarbeiter in der Redaktion des Österreichischen Wörterbuchs) mit. 1995 folgte eine Neuauflage der beiden Bände.
Anlässlich der Millenniumsfeierlichkeiten Österreich im Jahr 1996 (in Bezug auf die Ostarrîchi-Urkunde 996) wurde beschlossen, das Lexikon zu digitalisieren und online zugänglich zu machen. Das Werk wurde im Auftrag des damaligen Bundesministeriums für Wissenschaft, Forschung und Kunst (BMWFK) unter Mitwirkung zahlreicher namhafter österreichische Wissenschaftler und Experten überarbeitet. Am Institut für Informationssysteme und Computer Medien (IICM) unter Hermann Maurer wurde ein Workflow Management Tool (Hyperwave) entwickelt, das ein ähnliches Prinzip wie die heutigen MediaWiki-Systeme verwendet. Dieses Internetprojekt wurde auf den Servern der TU Graz online gestellt, und trug den Titel aeiou Österreich Lexikon – das Kulturinformationssystem, in Bezug auf den altösterreichischen Wahlspruch A.E.I.O.U., aber in der Deutung „Das Annotierbare Elektronische Interaktive Oesterreichische Universal-Informationssystem“. Dabei wurden neben dem ursprünglichen, von Bamberger begründeten Text-und-Bild-Lexikon auch schon erweiterte Datenmaterialien und Multimedia eingebunden, etwa umfangreiches Bildmaterial vom Institut für Realienkunde des Mittelalters und der frühen Neuzeit der Österreichischen Akademie der Wissenschaften oder Tonmaterial aus diversen österreichischen Tonarchiven. 2003 umfasst der Datenbestand ein Volumen von ca. 3 Gigabyte (Texte meist im RTF- und speziellem XML-Format auf Basis der Doctype Definition/DTD von Xipolis).
2004 wurde das Werk von Ernst Bruckmüller auf Basis des seinerzeit schon erweiterten Onlinebestandes in drei Bänden in Buchform neu publiziert.

Logo Austria-Forum

Mit Auslaufen der Fördermittel 2005 war das Weiterbestehen der Webausgabe gefährdet, und einige der Autoren und Betreuer des Websystems gründeten den Verein Austria-Forum. Dieser hostet heute einen Mirror des ursprünglichen aeiou-Lexikon, und ein viel umfangreicheres Datenangebot, in dem das sich weiterentwickelnde Österreich-Lexikon nur einen Kernbereich bildet.

## Autorenschaft und Verlagsgemeinschaft Österreich-Lexikon
Im Stand der Neupublikation 2004 umfasst die Autoren- und Verlegerschaft:
| Begründet von - Richard und Maria Bamberger sowie - Franz Maier-Bruck Fortgeführt und erweitert von den Herausgebern - Richard und Maria Bamberger - Ernst Bruckmüller - Karl Gutkas Redaktion: - Leitung: Johann Lehner - Mitarbeit: Herbert Schillinger - Textverarbeitung: Irmtraud Weishaupt Lektorat: - Brigitte Stammler - Brigitte Werner Bildredaktion: - Katja Erlach - Helmut Maurer Koordination: - Brigitte Werner | Wissenschaftlicher Fachbeirat - Theophil Antonicek und Elisabeth Hilscher, Musik - Alois Brusatti, Wirtschaft - Herbert Dachs, Politik - Johannes Divjak, Geschichte, Römerzeit - Helmut Engelbrecht, Unterricht und Erziehung - Heinz Fassmann, Geographie - Walter Fritz, Film - Ralph Gretzmacher, Biologie - Karl Gutkas, Geschichte - Maria Hornung, Sprachwissenschaft - Walter Krause, Kunstgeschichte - Helmut Lackner, Technik - Maximilian Liebmann, Kirchengeschichte - Herbert Nikitsch, Volkskunde - Otto Obendorfer, Verkehr - Werner Ogris, Rechtswesen - Christian Schicklgruber, Völkerkunde - Wendelin Schmidt-Dengler und Johannes Sachslehner, neuere Literatur - Michael Schmolke, Publizistik - Manfred Skopec, Medizin - Andrea Sommer-Mathis, Theater - Franz Stojaspal, Geowissenschaften - Johannes Strohmeyer, Sport - Klaus Zatloukal, mittelalterliche Literatur |

Verlagsgemeinschaft Österreich-Lexikon:
- Christian Brandstätter Verlagsgesellschaft, Wien
- Ed. Hölzel, Wien
- J&V-Edition Wien-Dachs-Verlag, Wien
- Österreichischer Bundesverlag

## Publikationen
- Richard Bamberger, Franz Maier-Bruck (Hrsg.), Maria Bamberger, Otto Langbein (Red.): Österreich-Lexikon in zwei Bänden. Österreichischer Bundesverlag/Verlag für Jugend und Volk, Wien/München 1966/1967/1968, DNB 457730706.
- Richard Bamberger, Franz Maier-Bruck: Österreich-Lexikon in zwei Bänden. Hrsg.: Karl Gutkas. Verlagsgemeinschaft Österreich-Lexikon–Brandstätter–Hölzl, Wien 1995, ISBN 3-9500438-0-2.
- Österreich-Lexikon. In: Ernst Bruckmüller (Hrsg.): Neuausgabe. 1. Auflage. Verlagsgemeinschaft Österreich-Lexikon, Wien 2004, ISBN 3-85498-385-9 (Band 1–3 in Schuber).
- Autorengemeinschaft: aeiou Österreich Lexikon – das Kulturinformationssystem. Technische Universität Graz, archiviert vom Original (nicht mehr online verfügbar); abgerufen am 9. Juli 2011 (erstellt 1996–2004, www.aeiou.at, ehem. www.iicm.tu-graz.ac.at).
- Autorengemeinschaft: Das neue AEIOU Österreich-Lexikon. In: Austria-Forum. Verein "Freunde des Austria Forums", abgerufen am 9. Juli 2011 (erstellt 1996–2009 online, austria-lexikon.at/af/AEIOU).